# Ponte trasportatore di Rochefort
Il ponte trasportatore di Rochefort (Pont transbordeur du Martrou in francese) è un ponte trasportatore che attraversa il fiume Charente ed unisce la cittadina di Rochefort con il villaggio di Échillais, nella Charente Marittima.
Classificato come monumento storico nel 1985, è l'ultimo ponte trasportatore funzionante in Francia.

## Storia
I lavori per il ponte trasportatore in sostituzione di un traghetto divenuto insufficiente per il traffico iniziarono nel marzo 1898 e terminarono nel luglio 1900, sotto la direzione di Ferdinand Arnodin. Il ponte fu inaugurato il 29 luglio 1900, dopo 27 mesi di lavori. Costò 586.500 franchi di allora e fu progettato per trasportare ad ogni traversata 9 carrozze a doppio traino e 50 pedoni o 200 solo pedoni. La sua capacità era di 14 tonnellate. La traversata durava complessivamente, esclusi i tempi di imbarco e sbarco, 75 secondi.
Il 1º agosto 1912, Lucien Deneau passò sotto l'impalcato del ponte a bordo del suo aereo.
Tra il 1933 e il 1934 furono rilevate delle crepe nelle travi di irrigidimento dei cavi inferiori. Queste travi che facevano parte dell'impalcato furono sostituite e modificate durante dei lavori di consolidamento eseguiti dalla società Fives-Lille-Cail. Il carico massimo della navicella venne aumentato a 16 tonnellate.
Nel secondo dopoguerra furono eseguiti nuovi lavori di consolidamento. Tuttavia, a causa dell'aumento dei volumi del traffico automobilistico, nel 1967 fu costruito un nuovo ponte sollevabile un centinaio di metri a valle e, nel 1975, furono stanziati 1,4 milioni di franchi in previsione della demolizione del ponte trasportatore. Il 30 aprile 1976 però fu classificato monumento storico, cosa che lo salvò dalla distruzione.
Tra il 1980 e il 1994 il ponte è stato ristrutturato con un finanziamento della CEE. Successivamente venne riaperto e rimesso in funzione ad uso turistico durante il periodo estivo aperto esclusivamente ai veicoli non immatricolati, alle biciclette, ai motorini e ai pedoni. Contestualmente il ponte sollevabile posto a valle fu rimpiazzato dal viadotto Martrou (o viadotto dell'estuario della Charente) inaugurato nel 1991.
All'inizio del 2016 è stato annunciato un nuovo restauro del ponte trasportatore, con la sostituzione dell'impalcato a rete solida risalente al 1933 con un impalcato a capriate come in origine. Gli attraversamenti a bordo della cabinovia del ponte trasportatore sono interrotti per tutta la durata dei lavori. La riapertura al pubblico è annunciata per l'anniversario dei suoi 120 anni.

## Descrizione
Il ponte poggia su 8 piloni in muratura, uno sotto ogni sostegno metallico, profondi 19,5 metri nella sponda nord lato Rochefort e 8,5 metri in sponda sud lato Échillais, sui quali poggiano 4 piloni metallici alti 66,25 metri che sono situato 2×2 su entrambe le rive della Charente. Un impalcato metallico lungo 175,50 metri, che culmina a 50 metri sopra il livello dell'acqua dove circola un carrello rotante, collega tra loro questi 4 piloni. La distanza tra i moli è di 129 metri e la distanza da banchina a banchina è di 150 metri.
Una gondola posta a livello della strada consente agli utenti di spostarsi da una sponda all'altra. È sospesa all'impalcato tramite funi incrociate e si muove sui due binari dell'impalcato, costituiti da 24 coppie di rulli, trainati tramite una fune che scende e si avvolge e si svolge su un verricello a tamburo fissato a terra, macchinario che si trova in una stanza sul lato Rochefort. L'alimentazione per il verricello è fornita da un motore elettrico (originariamente un motore a vapore, fino al 1927).